# Col de l'Aiguillon
Col de l'Aiguillon är ett bergspass i Schweiz. Det ligger i distriktet Jura-Nord vaudois och kantonen Vaud, i den västra delen av landet, 80 km väster om huvudstaden Bern. Col de l'Aiguillon ligger 1 293 meter över havet.